# Rosanne Mulholland
Rosanne Santos Mulholland (Brasília, 31 de dezembro de 1980) é uma atriz brasileira.
Conhecida por interpretar a professora Helena no remake da novela Carrossel, de 2012.
A partir do curta 14 Bis (2006), ela passou a assinar seu sobrenome verdadeiro, Mulholland. Nos filmes anteriores assinava Rosanne Holland, por acreditar ser mais fácil de pronunciar.
O diretor do filme Falsa Loura (2007), Carlos Reichenbach, disse a seu respeito: "Essa menina é um vulcão, maravilhosa; ela se adapta a qualquer papel, tem frescor, tem um rosto universal". À época do lançamento de Falsa Loura, filme que protagonizou, chegou a ser chamada, por sites de celebridades, de "a nova queridinha do cinema nacional".

## Primeiros anos
Rosanne Mulholland nasceu em Brasília, em 31 de dezembro de 1980, primogênita do ex-reitor da Universidade de Brasília, Timothy Mulholland, e Lurdisceia Santos. Até os 13 anos conviveu com os avós, missionários da Igreja Batista.

## Carreira
Começou a atuar no teatro com apenas 12 anos e mais tarde passou a fazer comerciais de faculdades e shoppings para a televisão, a ponto de declarar: "Lá, [em Brasília], eu já estava ficando conhecida como a "menina do comercial". Nesse período conheceu o conterrâneo José Eduardo Belmonte, que viria a contratá-la mais tarde no Rio de Janeiro.
Estreou no cinema com o curta Dez Dias Felizes (2002), cujo roteiro também é assinado por Belmonte, seguido de Araguaya - Conspiração do Silêncio, que foi filmado enquanto ela ainda cursava a faculdade de psicologia no Centro Universitário de Brasília (UniCEUB). Na primeira vez que foi ao Rio de Janeiro recebeu o convite de Belmonte para filmar A Concepção e acabou voltando para Brasília, onde ficou dois meses. Em 2004, se mudou definitivamente para um apartamento no Leblon, na Zona Sul carioca, com o intuito de fazer uma especialização em psicologia da Gestalt e investir na carreira de atriz. Não terminou a especialização, estrelou alguns comerciais e atuou em duas peças, Amor com Amor Se Paga e A Glória de Nelson. Também cursou a oficina de atores da Rede Globo, teve aulas de teatro com Daniel Herz, na Casa de Cultura Laura Alvim, até ser escolhida para atuar em A Concepção, depois de ser testada por Belmonte. O cartaz desse filme virou capa da edição de maio de 2006 (nº 66) da Revista de Cinema.
Em relação ao filme Falsa Loura, ela disse ao portal G1: "Nunca tinha imaginado na vida fazer o papel de uma proletária, totalmente diferente de mim. Foi um grande desafio". A sua interpretação comoveu Reichenbach a ponto de fazer com que mudasse o roteiro para dar um final mais feliz à personagem de Mulholland e justificou: "Ela trouxe uma dignidade tão grande para o papel que tive de mudar tudo; ela deu um novo sentido para a protagonista e, consequentemente, para a história". Durante a exibição aberta do filme no 40º Festival de Brasília, a atriz foi ovacionada na cena em que sua personagem (Silmara) tem um sonho com o ídolo, um cantor interpretado por Maurício Mattar enquanto as legendas mostram a letra da música para que o público acompanhasse.
A partir de 2007, ao fazer uma participação na novela Sete Pecados passou a ser mais reconhecida pelo público geral. Em abril de 2008 ela se mudou para a capital paulista para gravar a novela Água na Boca, na Rede Bandeirantes. Na trama, deu vida a sua primeira protagonista na televisão, Danielle Cassoulet, descendente de franceses, é a chef de cozinha do restaurante Paris, e vive um romance "à la Romeu e Julieta" com Luca, italiano, se apaixonam, apesar de pertencerem a famílias rivais.
Em 2010 Rosanne esteve no programa jornalístico A Liga da Rede Bandeirantes ao lado de Rafinha Bastos, Débora Vilalba e Thaíde.
Em 2011 começou as gravações para a novela do SBT, Carrossel, para interpretar a protagonista, Helena Fernandes, professora que leciona ao terceiro ano de Ensino Fundamental da Escola Mundial. Meiga, doce, justa e ao mesmo tempo moderna, ela cativa a todos por onde passa, é a personificação de tudo o que é bom e correto. A jovem professora era tutora, amiga e mãe de seus alunos. Desperta a paixão do professor René e a ira da diretora Olívia e da professora Suzana. Em entrevista ela comentou: "Quando soube que faria a professora, fiquei assustada". Em 2012 integrou o elenco do filme Menos que Nada com o papel de René. Em outubro de 2012, recebeu o Prêmio Jovem Brasileiro de melhor atriz, por sua atuação na telenovela Carrossel.
Em 2014, retornou a Globo, e foi escalada para interpretar a sua primeira vilã, Débora em Alto Astral. Em 2018, rodou o filme Mudança de Fabiano de Souza. Em 2019, esteve em Malhação Toda Forma de Amar, interpretando sua segunda vilã, Lara Pinheiro, uma advogada em ascensão, workaholic, ambiciosa e competitiva. A advogada inferniza a vida da protagonista e mocinha Rita, papel de Alanis Guillen, por conta da guarda da bebê que foi adotada pela irmã dela, Lígia, papel de Paloma Duarte.

## Vida pessoal
Foi casada durante 12 anos com o baterista da banda do músico Jay Vaquer, Kelder Paiva. O término aconteceu no ano de 2016.
Em setembro de 2017, durante o Rock in Rio VII, assumiu namoro com o ator Marcos Veras. Em 2020, o casal anunciou que Rosanne estava grávida. Davi, o primeiro filho do casal, nasceu no dia 9 de agosto, dia dos pais, no Rio de Janeiro.

## Filmografia

### Cinema
| Ano  | Título                                       | Personagem                  | Nota           |
| ---- | -------------------------------------------- | --------------------------- | -------------- |
| 2002 | Dez Dias Felizes                             | Namorada                    | Curta-metragem |
| 2004 | Araguaya - Conspiração do Silêncio           | Criméia Alice               |                |
| 2004 | Madame Pessoa                                | Loira                       | Curta-metragem |
| 2005 | A Concepção                                  | Liz                         |                |
| 2006 | Nome Próprio                                 | Paula                       |                |
| 2006 | 14 Bis                                       | Lantelme                    | Curta-metragem |
| 2007 | Meu Mundo em Perigo                          | Isis                        |                |
| 2007 | O Magnata                                    | Dri                         |                |
| 2007 | Falsa Loura                                  | Silmara                     |                |
| 2008 | Bellini e o Demônio                          | Gala                        |                |
| 2010 | Sonhos de Lulu                               | Louise Brooks               | Curta-metragem |
| 2010 | Nosso Lar, O Filme                           | Heloísa                     |                |
| 2010 | 50 anos em 5                                 | Narradora                   | Curta-metragem |
| 2011 | AUN: The Beginning and the End of All Things | Nympha                      |                |
| 2011 | As Doze Estrelas                             | Vitória Mendes              |                |
| 2011 | Signo de Ouro                                | Veronika                    |                |
| 2012 | Menos que Nada                               | René                        |                |
| 2014 | Lar Doce Lar                                 | Corretora                   | Curta-metragem |
| 2016 | Carrossel 2: O Sumiço de Maria Joaquina      | Professora Helena Fernandes |                |
| 2016 | Entre Idas e Vindas                          | Krisse                      |                |
| 2017 | Homem Livre                                  | Laura                       |                |
| 2017 | Rota de Fuga                                 | Vitória                     |                |
| 2018 | O Candidato Honesto 2                        | Amanda                      |                |
| 2018 | Tudo Acaba em Festa                          | Aline                       |                |
| 2019 | Bio - Construindo uma Vida                   | Filha / Neurocientista      |                |
| 2020 | Mudança                                      | Mônica                      |                |
| 2022 | A Espera de Liz                              | Lara                        |                |
| 2023 | Cartório das Almas                           | [ 40 ]                      |                |

### Televisão
| Ano  | Título                       | Personagem                  | Notas                           |
| ---- | ---------------------------- | --------------------------- | ------------------------------- |
| 2004 | Celebridade                  | Rosana                      | Episódios: "23–24 de junho"     |
| 2006 | JK                           | Maria Luísa Lemos           |                                 |
| 2007 | Sete Pecados                 | Daniella Silvino            |                                 |
| 2008 | Água na Boca                 | Danielle Cassoulet          |                                 |
| 2009 | Cilada                       | Michelle                    | Episódio: "A Cafona"            |
| 2009 | Tudo Novo de Novo            | Nina                        | Episódio: "Ensina-me a Namorar" |
| 2009 | A Grande Família             | Bianquinha                  | Episódio: "Demorô, Já é!"       |
| 2010 | Separação?!                  | Júlia                       | Episódio: "Paranoia"            |
| 2010 | A Liga                       | Apresentadora               |                                 |
| 2011 | Autor por Autor              | Julieta Moraes Cony         | Episódio: "Carlos Heitor Cony"  |
| 2011 | Autor por Autor              | Musa do cronista            | Episódio: "Carlos Heitor Cony"  |
| 2012 | Carrossel                    | Professora Helena Fernandes |                                 |
| 2012 | A Praça É Nossa              | Professora Helena Fernandes | Episódio: "21 de junho"         |
| 2013 | Carrossel Especial de Natal  | Professora Helena Fernandes | Especial de fim de ano          |
| 2014 | Alto Astral                  | Débora Lara                 |                                 |
| 2019 | Malhação: Toda Forma de Amar | Lara Pinheiro               | Temporada 27                    |
| 2023 | A Sogra que te Pariu         | Debby                       | Episódio: "Esqueceram de Mim"   |
| 2025 | Paulo, o Apóstolo            | Agripina                    |                                 |

## Teatro
| Ano     | Título                                    | Personagem                   |
| ------- | ----------------------------------------- | ---------------------------- |
| 1997    | Romeu e Julieta                           | Julieta                      |
| 1998    | A Casa de Bernarda Alba                   |                              |
| 1999    | Somos o que Somos                         |                              |
| 2002    | Várias Maneiras de Enlouquecer um Homem   |                              |
| 2003    | Várias Maneiras de Enlouquecer um Homem 2 |                              |
| 2004    | Amor com Amor Se Paga                     |                              |
| 2005    | A Glória de Nelson                        | Dália, Glória                |
| 2007    | O Mundo Maravilhoso de Dissocia           |                              |
| 2010    | A Inevitável História de Letícia Diniz    | Letícia Diniz                |
| 2011    | Louise Valentina                          | Louise Valentina             |
| 2013–14 | Os 39 Degraus                             | Annabella, Pamela e Margaret |
| 2015    | Juliette Castigada e Justine Recompensada | Justine                      |
| 2017    | Carrossel: O Musical                      | Professora Helena Fernandes  |

## Livros
| Ano  | Título                     | Gênero   | Editora     |
| ---- | -------------------------- | -------- | ----------- |
| 2020 | Para onde foi meu coração? | Infantil | Novo Século |

## Discografia

### Trilha sonora
| Ano  | Título             | Álbum                       |
| ---- | ------------------ | --------------------------- |
| 2013 | Todo Mundo         | Carrossel Especial Astros   |
| 2013 | Todo Mundo (Remix) | Carrossel, Vol. 3 (Remixes) |

## Prêmios e indicações
| Ano  | Premiação                                 | Categoria                   | Trabalho        | Resultado |
| ---- | ----------------------------------------- | --------------------------- | --------------- | --------- |
| 2007 | Festival de Brasília do Cinema Brasileiro | Melhor Atriz                | Falsa Loura     | Indicada  |
| 2008 | Prêmio Contigo! de Cinema Nacional        | Melhor Atriz (júri oficial) | Falsa Loura     | Venceu    |
| 2008 | Prêmio Contigo! de Cinema Nacional        | Melhor Atriz (júri popular) | Falsa Loura     | Indicada  |
| 2008 | Mostra de Cinema de Tiradentes            | Trofeu Barroco              | Homenagem       | Venceu    |
| 2008 | Prêmio Contigo! de TV                     | Melhor Atriz Revelação      | Sete Pecados    | Indicada  |
| 2009 | Prêmio Fiesp/Sesi-SP do Cinema Paulista   | Melhor Atriz                | Falsa Loura     | Venceu    |
| 2009 | Prêmio Contigo! de TV                     | Melhor Atriz de Novela      | Água na Boca    | Indicada  |
| 2012 | Prêmio Jovem Brasileiro                   | Melhor Atriz                | Carrossel       | Venceu    |
| 2012 | UOL Pop Tevê                              | Melhor Atriz                | Carrossel       | Indicada  |
| 2012 | Prêmio MZoTV                              | Melhor Atriz                | Carrossel       | Venceu    |
| 2013 | Prêmio Contigo! de TV                     | Melhor Atriz                | Carrossel       | Indicada  |
| 2013 | Troféu Internet                           | Melhor Atriz                | Carrossel       | Indicada  |
| 2020 | Grande Prêmio Brasileiro de Cinema        | Melhor Atriz Coadjuvante    | Homem Livre     | Indicada  |
| 2020 | Festival Sesc Melhores Filmes             | Melhor Atriz Nacional       | Homem Livre     | Indicada  |
| 2023 | Festival Sesc Melhores Filmes             | Melhor Atriz Nacional       | A Espera de Liz | Pendente  |